# Pieter
Pieter ist als eine niederländische Form von Peter ein niederländischer männlicher Vorname. Eine häufig vorkommende Kurzform des Namens ist Piet.

## Namensträger
- Pieter Abbeel (* 1977), belgischer Informatiker und Hochschullehrer
- Pieter Aertsen (um 1509–1575), niederländischer Maler
- Pieter Aldrich (* 1965), südafrikanischer Tennisspieler
- Pieter Baas (1944–2024), niederländischer Botaniker und Hochschullehrer
- Pieter Baltens (1527–1584), flämischer Maler
- Pieter Willem Botha (1916–2006), südafrikanischer Politiker
- Pieter Braun (* 1993), niederländischer Zehnkämpfer
- Pieter van den Broecke (1585–1640), holländischer Militär und Kaufmann
- Pieter Brueghel der Ältere (1525/1530–1569), Maler der niederländischen Renaissance
- Pieter Brueghel der Jüngere (auch Breughel oder Breugel; 1564–1638), flämischer Genremaler
- Pieter Burman der Ältere (1668–1741), niederländischer klassischer Gelehrter
- Pieter Burman der Jüngere (1713–1778), niederländischer Philologe
- Pieter de Carpentier (1586–1659), Generalgouverneur von Niederländisch-Ostindien
- Pieter de Coninck († 1332/33), Anführer der Brügger Frühmette
- Pieter Douma, niederländischer Jazzbassist
- Pieter Dupont (1870–1911), niederländischer Kupferstecher, Radierer, Zeichner und Maler
- Pieter Engels (1938–2019), niederländischer Objekt- und Konzeptkünstler
- Pieter Feith (* 1945), niederländischer Diplomat
- Pieter Andreas Kemper (1942–2020), niederländischer Fußballspieler
- Pieter Adrianus Kooijman (1891–1975), niederländischer Autor und Anarchist
- Pieter Muntendam (1901–1986), niederländischer Mediziner und Politiker
- Pieter Ombregt (1980–2007), belgischer Fotograf und Radrennfahrer
- Pieter Gerardus van Overstraten (1755–1801), Generalgouverneur von Niederländisch-Ostindien
- Pieter Plas (1810–1853), niederländischer Landschafts- und Tiermaler sowie Kunstpädagoge
- Pieter van Romburgh (1855–1945), niederländischer Chemiker und Hochschulprofessor
- Pieter A. Scheen (1916–2003), niederländischer Kunsthändler und Autor
- Pieter Serry (* 1988), belgischer Radrennfahrer
- Pieter Snayers (1592–1667), flämischer Maler
- Pieter Cornelisz van Soest (aktiv 1640–67), niederländischer Maler
- Pieter Timmers (* 1988), belgischer Schwimmer
- Pieter Valckenier (1641–1712), niederländischer Jurist, Politiker und Diplomat
- Pieter Valkhoff (1875–1942), niederländischer Autor und Romanist
- Pieter A. Vermeer (* 1944), niederländischer Geotechniker und Hochschullehrer
- Pieter Winsemius (* 1942), niederländischer Politiker
- Pieter Wispelwey (* 1962), niederländischer Cellist
- Pieter Zeeman (1865–1943), niederländischer Physiker

## Familienname
Des Weiteren ist Pieter der Familienname folgender Personen:
- Jarzinho Pieter (1987–2019), curaçaoischer Fußballspieler